# 拉姆西斯普林斯 (密西西比州)
拉姆西斯普林斯（英語：Ramsey Springs）是位於美國密西西比州斯通縣的非建制地區。

## 地理
拉姆西斯普林斯所處的海拔為高於海平面24米（即79英呎），而該地所採用的時區為UTC-6，即北美中部時區（CST）。同時該地設有夏令時間，為UTC-6調快一小時，即UTC-5（CDT）。